# Phong trào mùng 5 tháng 4
Phong trào mùng 5 tháng 4 hoặc Phong trào mùng 5 (hay Sự kiện Thiên An Môn 1976) là những cuộc biểu tình quy mô lớn của nhiều tầng lớp dân chúng và sinh viên trong ngày 5 tháng 4 năm 1976 tại Quảng trường Thiên An Môn. Ngày 4 tháng 4 rất nhiều người đã đến quảng trường nhân ngày Thanh minh, và họ đã thể hiện niềm tiếc nuối của mình sau cái chết của thủ tướng Chu Ân Lai tháng 1 đầu năm, đồng thời bày tỏ sự phẫn nộ với Bè lũ bốn tên. Sự kiện này cũng tiếp nối sự kiện Nam Kinh. Vào sáng hôm sau, một số người bắt đầu bỏ trang phục tang lễ, vòng hoa, cầm biểu ngữ và tụ tập lại quảng trường để tuần hành chống lại chính quyền trung ương, lúc đó đang dưới sự kiểm soát của Tứ nhân bang. Bốn tên này cũng đã ra lệnh cho lực lượng an ninh phải giải tán đám đông ở quảng trường. Đêm đó khoảng 10.000 dân quân tự vệ, đơn vị vũ trang, đơn vị đồn trụ đã được huy động nhằm giải tán đám đông.
Chính quyền lúc đó ngay lập tức coi sự tuần hành là những hành động phản cách mạng sau sự kiện Ủy ban Trung ương Đảng Cộng sản Trung Quốc cách chức và quản thúc tại gia phó thủ tướng lúc đó là Đặng Tiểu Bình, người bị cáo buộc đã phát động cuộc biểu tình này; trong khi Đặng nói rằng chỉ tới đó để cắt tóc. Sau khi Đặng trở lại nắm quyền lực năm 1978, Ủy ban trung ương Đảng cộng sản đã lật ngược lại quyết định trên, và chính thức coi hành động biểu tình là thể hiện tinh thần yêu nước.